# Madera (California)
Madera, fundada en 1907 es una ciudad y sede de condado del condado de Madera en el estado estadounidense de California. En el año 2010 tenía una población de 56,710 habitantes y una densidad poblacional de 1,358.7 personas por km².

## Geografía
Madera se encuentra ubicada en las coordenadas 36°57′41″N 120°03′39″O / 36.96139, -120.06083. Según la Oficina del Censo, la ciudad tiene un área total de 31,8 km² (12,3 mi²), de la cual 31,8 km² (12,3 mi²) es tierra y 0 km² (0 mi²) (0%) es agua.

## Demografía
Según la Oficina del Censo en 2000 los ingresos medios por hogar en la localidad eran de $31,033, y los ingresos medios por familia eran $31,927. Los hombres tenían unos ingresos medios de $29,776 frente a los $23,210 para las mujeres. La renta per cápita para la localidad era de $11,674. Alrededor del 32.5% de la población estaban por debajo del umbral de pobreza.